# Луганський трамвай
Луганський трамвай — закрита система електричного трамваю, що діяла в Луганську. Відкрито 1 травня 1934 року. Станом на 7 жовтня 2011 року було 9 маршрутів, 92,2 км рейки, 1 депо та 37 вагонів.
Рух трамвая було припинено через окупацію міста та бойові дії 15 липня 2014 року і не поновлювався через нерентабельність. У жовтні 2020 року частина треків була демонтована. 26 червня 2022 року вся контактна мережа була знята. 18 січня 2023 року підприємство ГКП «Луганськелектротранс» було ліквідовано.

## Історія

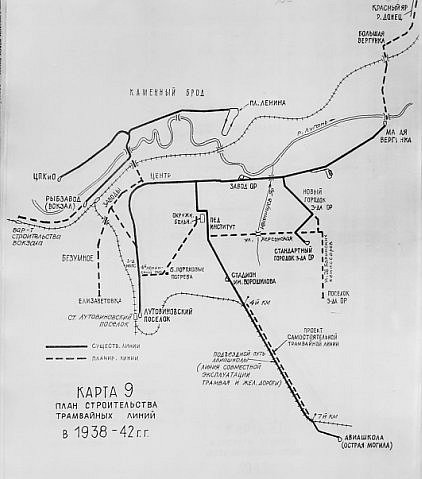
Схема існуючих та проектованих трамвайних ліній станом на 1938 рік

На засіданні Міської думи в 1899 рік було розглянуто і відкинуто проект інженера Кульжинського про будівництво електричного трамвая.
Трамвайний рух у Луганську було відкрито 1 травня 1934 року шістьма моторними та причіпними вагонами Х Митищинського виробництва за двоколійним маршрутом № 1 протяжністю 7,2 км «Паровозобудівний завод — Центр — сел. Олексіївське (зараз — 3 км)» по вул. Фрунзе, Шевченка, Леніна. Плата за проїзд із кінця в кінець була встановлена в 30 копійок, а до центру — 15 копійок. Пізніше було введено єдиний тариф 15 коп.
7 листопада 1934 року введено 2 нові лінії «Паровозобудівний завод — Містечко Паровозобудівного заводу» по вул. Гудованцева, вул. Лянгузова і вул. Далекосхідній, сюди пущено маршрут № 2 і «Паровозобудівний завод — Мала Вергунка» по вул. Фрунзе, пущено маршрут № 3. На останній лінії будувалося трамвайне депо.

### Маршрути на1 січня1935 року

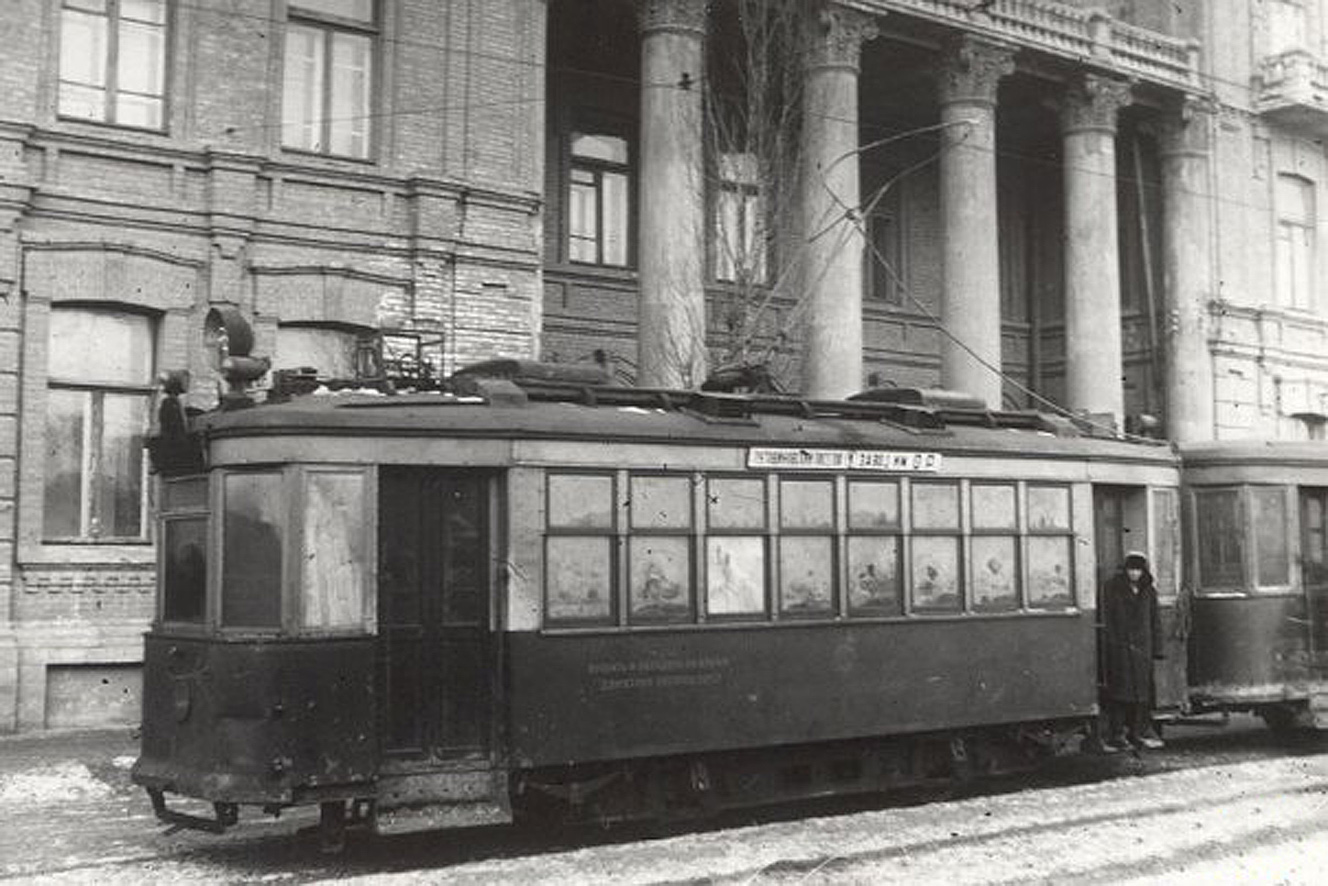
Вагон Х № 4 біля Будинку Васньова, 1930-ті роки

- 1 Паровозобудівний завод — сел. Олексіївське
- 2 Паровозобудівний завод — Містечко Паровозобудівного заводу
- 3 Паровозобудівний завод — Мала Вергунка

1 травня 1935 року введено нову ізольовану лінію на Кам'яному Броді протяжністю 10,2 км «Вокзал — пл. Леніна (північні прохідні Паровозобудівного заводу)» по вул. Кірова, міст через річку Лугань, вул. Зарічна, вул. Артема, пущено маршрут № 4.
6 листопада 1935 року введено нову лінію в центрі міста «вул. Шевченка — стадіон імені Ворошилова (Жилкомбінат)» по вул. 14-та лінія, вул. 4-та Донецька, вул. Оборонна, сюди пущено маршрут № 5 «Стадіон імені Ворошилова — сел. Олексіївське (сел. Лутовіновське)».
До кінця 1935 року пущено новий маршрут № 6 «Паровозобудівний завод — Стадіон імені Ворошилова».
18 березня 1936 введено нову лінію «вул. Зарічна — Парк імені Леніна (Військове містечко)» по вул. Артема, пущено новий маршрут № 7 «Рибзавод (Вокзал) — Парк імені Леніна (Військове містечко)», а пізніше — маршрут № 8 «пл. Леніна — Парк імені Леніна (Військове містечко)».
У 1936 році на ізольованій кам'янобрідській лінії побудовано депо № 2.
6 листопада 1937 року введено нову лінію «Стадіон імені Ворошилова — Гостра Могила» по вул. Оборонній і Краснодонському шосе (лінія частково використовувала наявну залізничну гілку до Авіашколи, повністю окремою від залізниці лінія стала у 1938 році), пущено маршрут № 9 «Стадіон імені Ворошилова — Авіашкола».
У першій половині 1940-х років закрито маршрути № 2, № 3, № 6 і № 8, а пущено маршрути:
- 10 сел. Лутовинівське (сел. Олексіївське) — Містечко Паровозобудівного заводу (об'єднав маршрути № 1 і № 2)
- 11 Стадіон імені Ворошилова — Мала Вергунка (об'єднав маршрути № 6 і № 3)
- 1 (подовжено) сел. Лутовинівське (сел. Олексіївське) — Мала Вергунка (об'єднав маршрути № 1 і № 3)
- 5 (новий) Паровозобудівний завод — Стадіон імені Ворошилова (колишній маршрут № 6)

### Маршрути на1 січня1942 року
- 1 сел. Лутовинівське (сел. Олексіївське) — Мала Вергунка
- 4 Рибзавод (Вокзал) — пл. Леніна
- 5 Паровозобудівний завод — Стадіон імені Ворошилова
- 7 Рибзавод (Вокзал) — Парк імені Леніна
- 9 Стадіон імені Ворошилова — Авіамістечко (Авіашкола)
- 10 ' сел. Лутовинівське (сел. Олексіївське) — Містечко Паровозобудівного заводу
- 11 Стадіон імені Ворошилова — Мала Вергунка

З 17 липня 1942 року трамвайний рух було закрито у зв'язку з окупацією міста і руйнуванням електростанції.
До 1 січня 1944 року а відновлено лінію від сел. Лутовинівське (3-й км) до Паровозобудівного заводу, але вагони залишалися несправними. Рух за маршрутом № 1 «сел. Лутовинівське (3-й км) — Паровозобудівний завод» розпочався 25 березня 1944 року.
1 травня 1944 року відновлено лінію «Паровозобудівний завод — Мала Вергунка», пущено маршрут № 3.
У червні 1944 року відновлено лінію «Паровозобудівний завод — Містечко Паровозобудівного заводу», пущено маршрут № 2.
15 липня 1944 року відновлено лінію «вул. Шевченка — стадіон імені Ворошилова (Жилкомбінат)», пущено маршрут № 6.

### Маршрути на1 січня1945 року
- 1 Паровозобудівний завод — 3-й км (сел. Лутовинівське)
- 2 Паровозобудівний завод — Містечко Паровозобудівного заводу
- 3 Паровозобудівний завод — Мала Вергунка
- 6 Паровозобудівний завод — Стадіон імені Ворошилова

19 жовтня 1945 року а відновлено кам'янобрідську лінію «Вокзал (Рибзавод) — пл. Леніна», пущено маршрут № 4.
20 листопада 1952 року відновлена частина лінії до Авіашколи «Стадіон імені Ворошилова — Авторемзавод (комбінату „Ворошиловградвугілля“)», подовжено маршрут № 6 «Паровозобудівний завод — Авторемзавод», пізніше відкрито маршрут № 5 «3-й км — Авторемзавод».
4 листопада 1953 продовжено лінію маршрутів № 5 і № 6 від Авторемзаводу до Меблевої фабрики (зараз — Автовокзал).
20 вересня 1954 відновлено лінію просп. Зарічна — Парк Горького (раніше — Парк імені Леніна), пущено маршрути:
- 7 Вокзал — Парк імені Горького
- 8 площ. Леніна — Парк імені Горького

### Маршрути на1 січня1955 року
- 1 Паровозобудівний завод — 3-й км
- 2 Паровозобудівний завод — Містечко Паровозобудівного заводу
- 3 Паровозобудівний завод — Мала Вергунка
- 4 Вокзал — пл. Леніна
- 5 3-й км — Меблева фабрика
- 6 Паровозобудівний завод — Меблева фабрика
- 7 Вокзал — Парк імені Горького
- 8 площ. Леніна — Парк імені Горького

30 квітня 1957 введено нову лінію «вул. Лянгузова — вул. Сталінградська (зараз — вул. Волгоградська)» по пл. Горького і вул. 26-ти Бакинських Комісарів, пущено маршрут № 9 «3-й км — вул. Сталінградська».
У 1959 маршрути № 6 і № 9 об'єднано в маршрут № 10 «Акумуляторний завод (Меблева фабрика) — вул. Сталінградська», маршрути № 6 і № 9 закрито.
У грудні 1960 маршрути № 1 і № 2 об'єднано в маршрут № 11 «3-й км — Містечко Паровозобудівного заводу», маршрути № 1 і № 2 закрито.
На початку 1960-х років закрито маршрут № 8 «пл. Леніна — Парк імені Горького».
17 жовтня 1963 введено нову лінію (довоєнною трасою) «Акумуляторний завод (зараз — Автовокзал) — Гостра Могила», пущено маршрут № 6 «Тепловозобудівний (раніше — Паровозобудівний) завод — Гостра Могила», пізніше пущено новий маршрут № 12 «Акумуляторний завод (Меблева фабрика) — Гостра Могила».
У середині 1960-х років відновлено маршрут № 9 «3-й км — вул. Волгоградська (раніше — вул. Сталінградська)».

### Маршрути на1 січня1965 року

Вагон КТМ-1 на вулиці Коцюбинського, 1960-ті роки

- 3 Тепловозобудівний завод — Мала Вергунка
- 4 Вокзал — пл. Леніна
- 5 3-й км — Акумуляторний завод (Меблева фабрика)
- 6 Тепловозобудівний завод — Гостра Могила
- 7 Вокзал — Парк імені Горького
- 9 3-й км — вул. Волгоградська
- 10 Акумуляторний завод (Меблева фабрика) — вул. Волгоградська
- 11 3-й км — Містечко Тепловозобудівного заводу
- 12 Акумуляторний завод (Меблева фабрика) — Гостра Могила

У 1965 році закрито маршрут № 12 «Акумуляторний завод — Гостра Могила».
У 1965 році лінію від центру до стадіону імені Ворошилова і далі до Акумуляторного заводу перенесено з 14-ї лінії на 15-ту лінію у зв'язку з будівництвом на пл. Героїв ВВВ комплексу будівель Ворошиловградської обласної ради.
4 листопада (за іншими даними, 6 листопада) 1965 введено нову лінію «вул. Шевченка — вул. Кірова» 7-ю лінією через новий залізничний шляхопровід: з'єднано дві досі ізольовані трамвайні системи (міська та кам'янобрідська). Пущено нові маршрути:
- 13 Вокзал — Автовокзал (раніше — Акумуляторний завод)
- 14 3-й км — пл. Леніна
- 15 Парк імені Горького — Містечко Тепловозобудівного заводу

На початку 1968 року розширено депо № 1, а депо № 2 перетворено на вагоноремонтні майстерні.
У 1966 році введено нову лінію «Городок Тепловозобудівного заводу — квартал „Дружба“ (зараз — вул. Корольова)» по вул. Херсонській і вул. Ватутіна, сюди подовжено маршрути № 9 «3-й км — квартал „Дружба“» і № 15 «Парк імені Горького — квартал „Дружба“».
15 листопада 1967 року введено нову лінію «Гостра Могила — Медмістечко (зараз — Обласна Лікарня)» Краснодонським шосе (зараз — вул. 50-річчя Оборони Луганська), сюди продовжено маршрут № 6 «Тепловозобудівний завод — Медмістечко».
У 1968 році закрито частину лінії до Містечка Тепловозобудівного заводу по вул. Лунгузова і вул. Далекосхідній, маршрут № 11 закрито.
6 листопада 1969 року введено нову лінію «вул. Леніна — Цирк» по вул. Інститутській (зараз — вул. В. Сосюри), пущено маршрут № 2 «3-й км — Цирк».

### Маршрути на1 січня1970 року
- 2 3-й км — Цирк
- 3 Тепловозобудівний завод — Мала Вергунка
- 4 Вокзал — пл. Леніна
- 5 3-й км — Автовокзал (Акумуляторний завод)
- 6 Тепловозобудівний завод — Медмістечко
- 7 Вокзал — Парк імені Горького
- 9 3-й км — квартал «Дружба» (пл. Оборони)
- 10 Автовокзал (Акумуляторний завод) — вул. Волгоградська
- 13 Вокзал — Автовокзал (Акумуляторний завод)
- 14 3-й км — пл. Леніна
- 15 Парк імені Горького — квартал «Дружба» (пл. Оборони)

У 1971 році перенесено лінію з центру до автовокзалу з 15-ї лінії на 16-ту лінію.
8 січня 1973 року введено нову лінію «вул. Оборонна — вул. Волгоградська» по вул. 26-ти Бакинських Комісарів, пущено новий маршрут № 8 «Автовокзал — вул. Волгоградська — квартал „Дружба“ (пл. Оборони)» і переспрямовано маршрут № 10 «Автовокзал — вул. Волгоградська — Тепловозобудівний завод».
19 листопада 1977 року введено нову лінію «Цирк — пл. Горького» по вул. Херсонській (з'єдналася з лініями на квартал «Дружба» і вул. Волгоградську), маршрут № 2 продовжено до кварталу «Дружба» «3-й км — вул. Сосюри — квартал „Дружба“».
1 жовтня 1977 року введено нову лінію «квартал „Дружба“ (пл. Оборони) — квартал Дзержинського», подовжено маршрути № 2, № 8, № 9 і № 15.

### Маршрути на1 січня1980 року
- 2 3-й км — вул. Сосюри — квартал Дзержинського
- 3 Тепловозобудівний завод — Мала Вергунка
- 4 Вокзал (Технікум Транспортного будівництва) — пл. Леніна
- 5 3-й км — Автовокзал
- 6 Тепловозобудівний завод — Медмістечко
- 7 Вокзал (Технікум Транспортного будівництва) — Парк імені Горького
- 8 Автовокзал — вул. Волгоградська — квартал Дзержинського
- 9 3-й км — квартал Дзержинського
- 10 Автовокзал — вул. Волгоградська — Тепловозобудівний завод
- 13 Вокзал (Технікум Транспортного будівництва) — Автовокзал
- 14 3-й км — пл. Леніна
- 15 Парк імені Горького — квартал Дзержинського

У 1986 році розпочато будівництво депо № 2 по вул. Волгоградській (не закінчено, розібрано).
У 1990 році відкрито нову лінію «вул. Фрунзе — вул. Біломорська» по вул. Біломорській у районі Малої Вергунки, пущено новий маршрут № 3а «ВО „Тепловоз“ (раніше — Тепловозобудівний завод) — вул. Біломорська».
У 1990 пущено маршрут № 12 «Автовокзал — Обласна лікарня (Медмістечко)».
На початку 1990-х років закрито маршрути № 5 і № 7.
У серпні 1994 року маршрут № 15 розділений (закритий) на маршрут № 7 «Парк імені Горького — ВО „Тепловоз“» і № 5 «ВО „Тепловоз“ — квартал Дзержинського», маршрут № 14 закритий.
У першій половині 1990-х років маршрут № 10 було продовжено від ВО «Тепловоз» по вул. Оборонній до Автовокзалу, ставши кільцевим.

### Маршрути на1 січня1995 року
- 2 3-й км — вул. Сосюри — квартал Дзержинського
- 3 ВО «Тепловоз» — Мала Вергунка
- 3а ВО «Тепловоз» — вул. Біломорська
- 4 Вокзал (Технікум Транспортного будівництва) — пл. Леніна
- 5 ВО «Тепловоз» — квартал Дзержинського
- 6 ВО «Тепловоз» — Обласна лікарня
- 7 Парк імені Горького — ВО «Тепловоз»
- 8 Автовокзал — вул. Волгоградська — квартал Дзержинського
- 9 3-й км — квартал Дзержинського
- 10 Автовокзал — вул. Волгоградська — ВО «Тепловоз» — Автовокзал
- 12 Автовокзал — Обласна лікарня
- 13 Вокзал (Технікум Транспортного будівництва) — Автовокзал

У 1995 році закрито маршрут № 12 «Автовокзал — Обласна лікарня».
У квітні 1995 закрито рух по вул. Леніна від вул. Сосюри до 7-ї лінії у зв'язку з будівництвом нової естакади до нового залізничного вокзалу, закрито маршрут № 9 (до вересня 1998).
1 листопада 1995 маршрут № 10 знову повернувся до «східного півкільця»: «Автовокзал — вул. Волгоградська — ХК „Луганськтепловоз“ (раніше — ВО „Тепловоз“)».
У другій половині 1990-х років пущено маршрут № 15 «пл. Леніна — Автовокзал».
У 1997 році маршрут № 5 закрито, відкрито маршрут № 11 «Технікум Транспортного будівництва — квартал Дзержинського».
З вересня 1998 закінчено ремонт трамвайної колії (з квітня 1995 року) біля нової естакади на залізничний вокзал, пущено маршрут № 1 «3-й км — ХК „Луганськтепловоз“».
У 2000 році закрито маршрут № 3а «ХК „Луганськтепловоз“ — вул. Біломорська».
У першій половині 2000-х років закрито маршрут № 8 «Автовокзал — квартал Дзержинського».

### Маршрути на1 січня2005 року
- 1 3-й км — ХК «Луганськтепловоз»
- 2 3-й км — вул. Сосюри — квартал Дзержинського
- 3 ХК «Луганськтепловоз» — Мала Вергунка
- 4 Технікум Транспортного будівництва — пл. Леніна
- 6 ХК «Луганськтепловоз» — Обласна лікарня
- 7 ХК «Луганськтепловоз» — Парк імені Горького
- 10 Автовокзал — вул. Волгоградська — ХК «Луганськтепловоз»
- 11 Технікум Транспортного будівництва — квартал Дзержинського
- 13 Технікум Транспортного будівництва — Автовокзал
- 15 пл. Леніна — Автовокзал

15 січня 2008 року відновлений маршрут № 8 «Автовокзал — квартал Дзержинського».
16 лютого 2008 закрито у зв'язку з ремонтом рух трамвая в кам'янобрідський бік, маршрути № 11 і № 13 перенаправлено на 3-й км: «3-й км — квартал Дзержинського» і «3-й км — Автовокзал», закрито маршрути:
- 1 3-й км — ХК «Луганськтепловоз»
- 4 Технікум Транспортного будівництва — пл. Леніна
- 7 ХК «Луганськтепловоз» — Парк імені Горького
- 15 пл. Леніна — Автовокзал

16 червня 2009 відновлено рух у кам'янобрідську сторону, 4 грудня 2009 відновлено маршрут № 1 «3-й км — ХК „Луганськтепловоз“», перенаправлено до Технікуму Транспортного будівництва маршрути:
- 11 Технікум Транспортного будівництва — квартал Дзержинського
- 13 Технікум Транспортного будівництва — Автовокзал

7 грудня 2009 відновлені маршрути:
- 7 ХК «Луганськтепловоз» — Парк імені Горького
- 15 пл. Леніна — Автовокзал

6 жовтня 2011 року закрито маршрут № 15 через брак рухомого складу.
На початок 2012 року трамвайна система перебувала в поганому стані. Інтервал руху на лініях становив годину і більше. На більшості маршрутів випуск по одному вагону, на маршруті № 6 по два вагони. Пасажирів дуже мало.

### Ситуація з2014 року
15 липня 2014 року через військові дії трамвай закрито на невизначений термін. У червні 2015 року робилися спроби відновити трамвайний рух, було випущено 5 вагонів, але незабаром рух було призупинено через нерентабельність і дефіцит електроенергії.
У жовтні 2020 року влада міста демонтувала трамвайні колії на вулицях Артема та Оборонної.
Станом на січень 2021 року Луганське трамвайне депо на вулиці Фрунзе безлюдне, персонал розбігся.
26 червня 2022 року було знято всю контактну мережу, 18 січня 2023 року підприємство ДКП «Луганськелектротранс» ліквідовано. На цьому історія луганського трамвая остаточно завершилася.

## Маршрути
| Маршрут | Початкова зупинка     | Кінцева зупинка                    | Період роботи | Графік роботи (відповідно до часу виїзду) Розклад виведення або неділю |
| ------- | --------------------- | ---------------------------------- | ------------- | ---------------------------------------------------------------------- |
| 1       | 3 -й кілометр         | «Луганськтепловоз»                 | до 2014 року  | 3-й кілометр 05:40 — 17:08 «Луганськтепловоз» 05:18 — 16:46            |
| 2       | Квартал Дзержинського | 3 -й кілометр                      | до 2014 року  | 05:45 — 18:30, інтервал 25-50 хв.                                      |
| 3       | «Луганськтепловоз»    | Мала Вергунка                      | до 2014 року  | 05:30 — 17:40, інтервал 30 хв.                                         |
| 3А      | «Луганськтепловоз»    | 7-а прохідна «Луганськтепловоз»    | до 2000 року  |                                                                        |
| 4       | Площа Леніна          | Коледж транспорту та будівництва   | до 2008 року  |                                                                        |
| 5       | Квартал Дзержинського | «Луганськтепловоз»                 | у 2015 році   | 06:00 — 17:00                                                          |
| 6       | «Луганськтепловоз»    | Луганська обласна клінічна лікарня | до 2014 року  | 05:20 — 19:45, інтервал 9-18 хв.                                       |
| 7       | «Луганськтепловоз»    | Парк Горького                      | до 2014 року  | 05:45 — 17:40, інтервал 44 хв.                                         |
| 8       | Квартал Дзержинського | Автостанція                        | до 2014 року  | 06:12 — 17:35, інтервал 60 хв.                                         |
| 10      | «Луганськтепловоз»    | Автостанція                        | до 2014 року  | 05:30 — 18:30, інтервал 56 хв.                                         |
| 11      | Квартал Дзержинського | Коледж транспорту та будівництва   | до 2014 року  | 05:50 — 18:30, інтервал 90 хв.                                         |
| 12      | Автостанція           | Луганська обласна клінічна лікарня | до 1995 року  |                                                                        |
| 13      | Автостанція           | Коледж транспорту та будівництва   | до 2014 року  | 05:50 — 19:20, інтервал 32 хв.                                         |
| 14      | Площа Леніна          | 3-й кілометр                       | до 90-х       |                                                                        |
| 15      | Автостанція           | Площа Леніна                       | до 2011 року  | 05:30 — 18:15, приблизно 77 хв.                                        |

## Рухомий склад

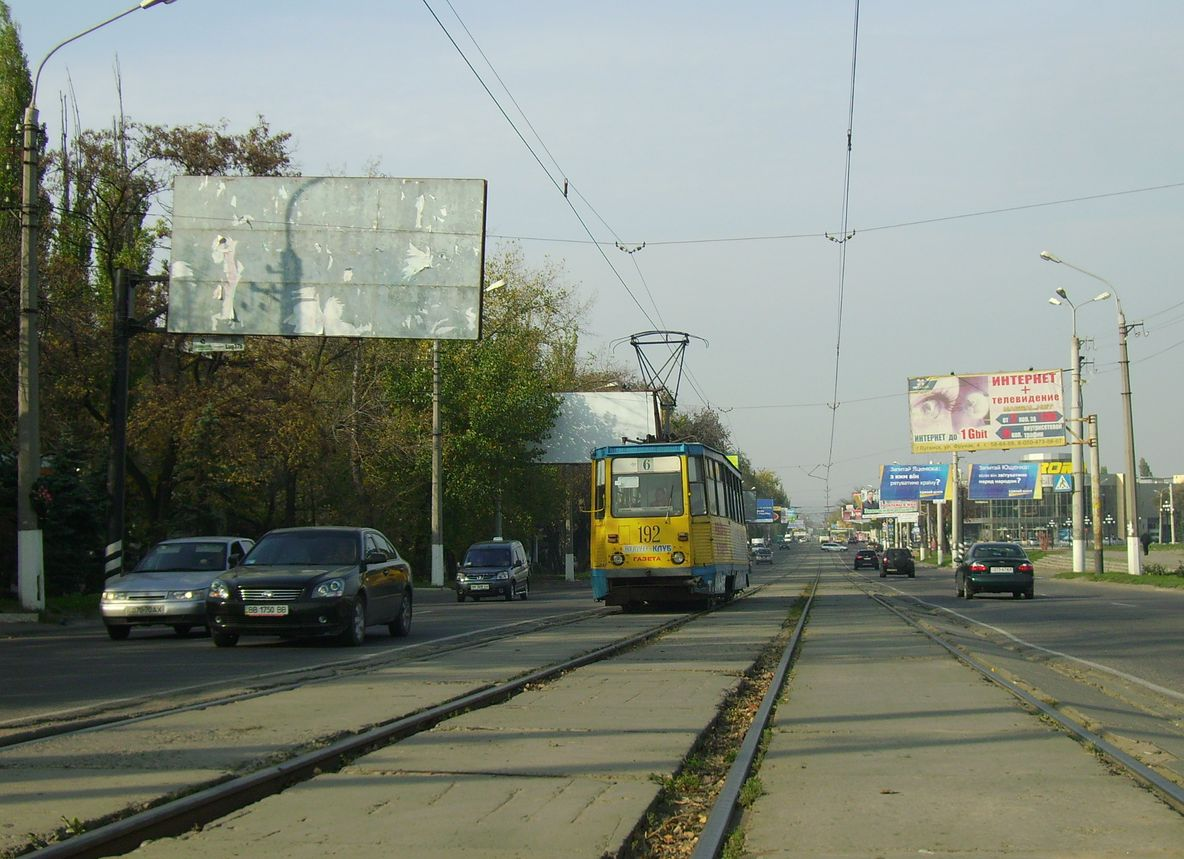
Вагон КТМ-5 № 192

Станом на 1 січня 2010 року маршрути обслуговувалися вагонами типу:
- КТМ-5М3 (32 вагони в робочому стані) з 1972 року;
- КТМ-8 (1 вагон) з 2004 року;
- ЛТ-10 (1 вагон з 8) з 1994 року;
- К-1 (4 вагони з 5) з 2004 року.

Раніше були також:
- 2-осні моторні Х (56 вагонів) у 1934-1968
- 2-осні причіпні М (58 вагонів) у 1934—1968 рр.
- 4-осні моторні (5 вагонів) у 1948-1962
- КТМ-1/КТП-1 (34/34 вагонів) у 1952-1975
- КТМ-2/КТП-2 (91/91 вагон) у 1962-1980
- МТВ-82 (8 вагонів) у 1958-1979

## Галерея

Трамвайна колія на вулиці Леніна

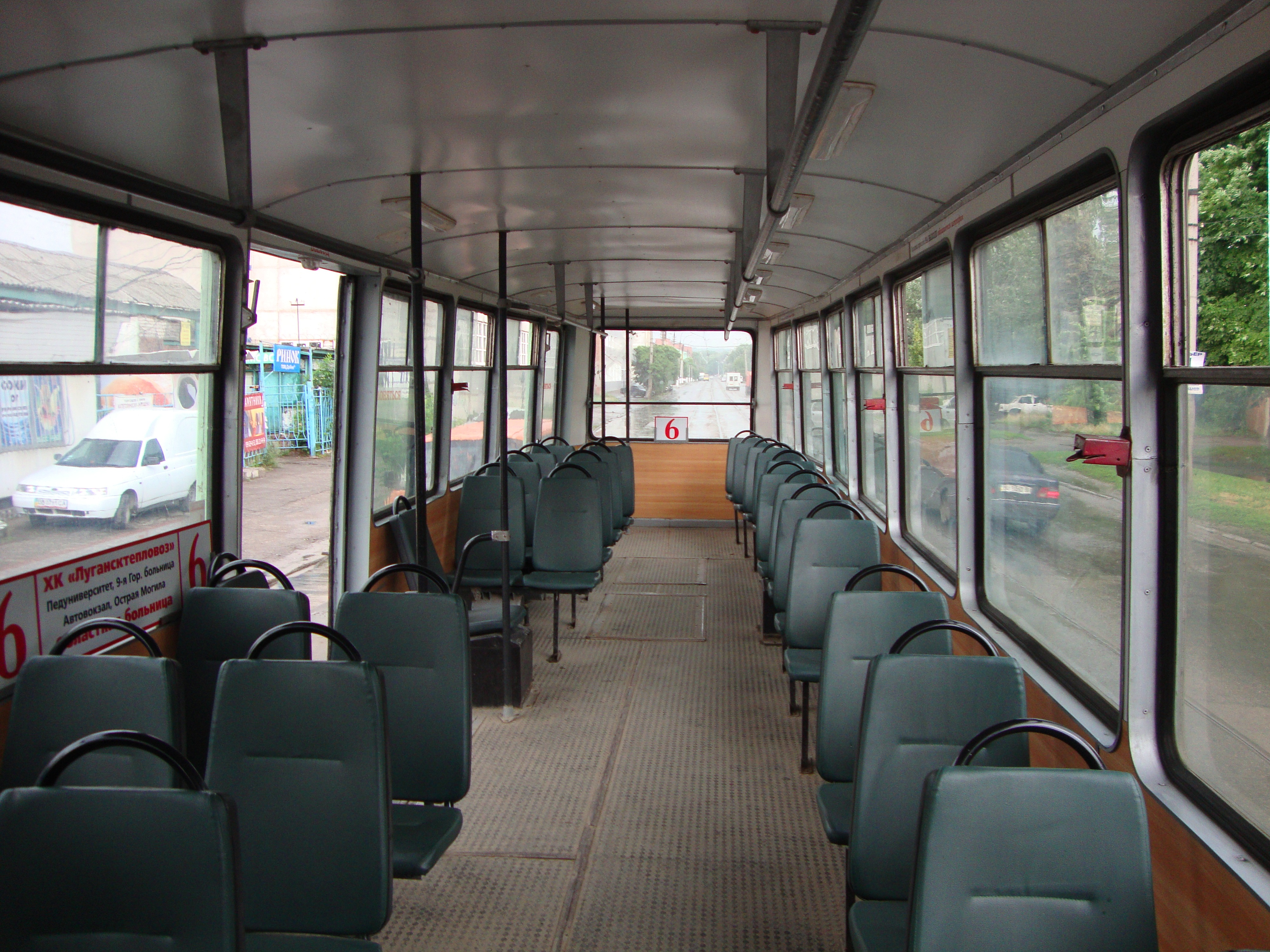
Типовий інтер'єр луганських трамваїв

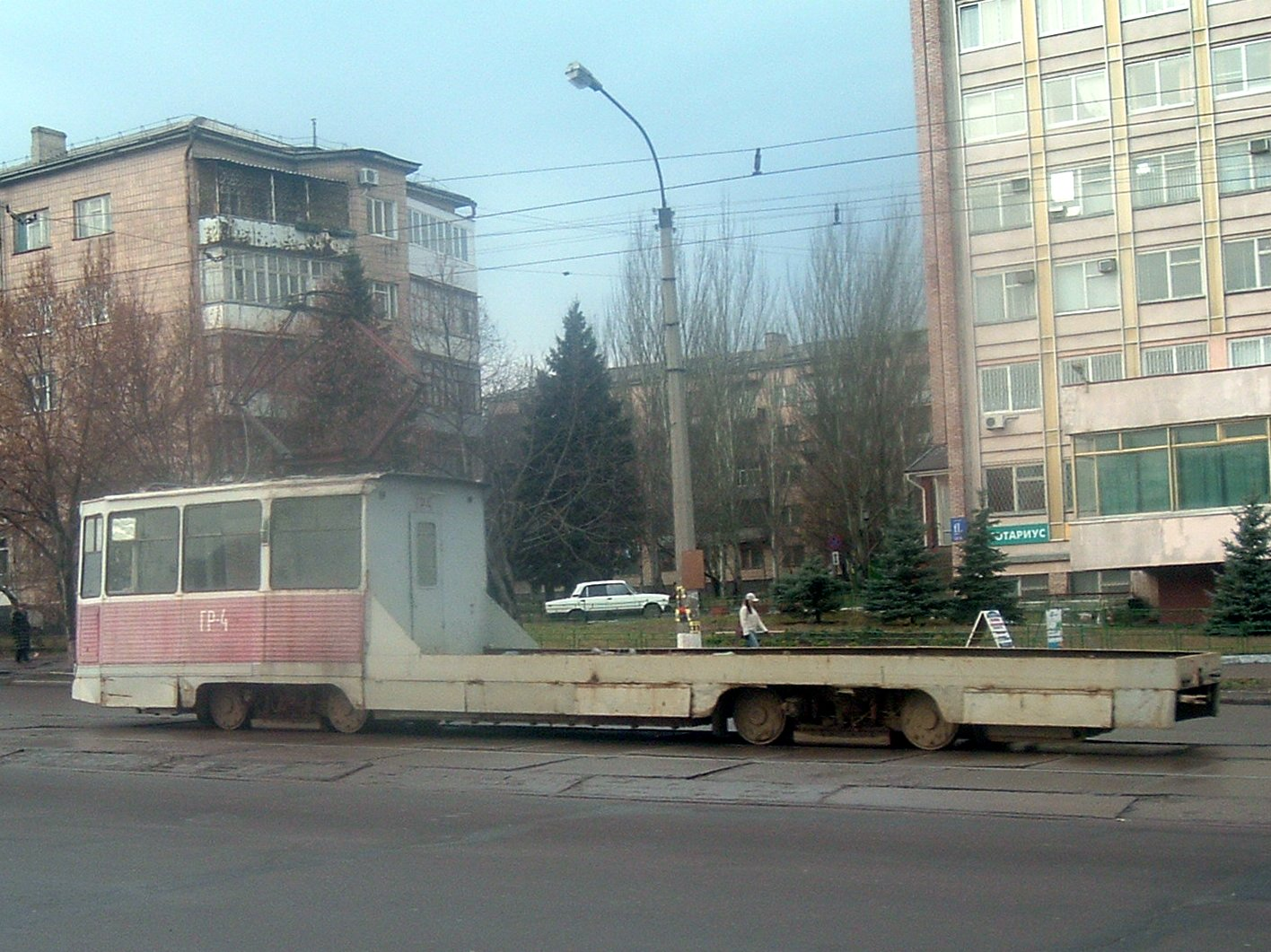
Вантажний трамвай КТМ-5

## Квитки

Зразки разових проїзних квитків
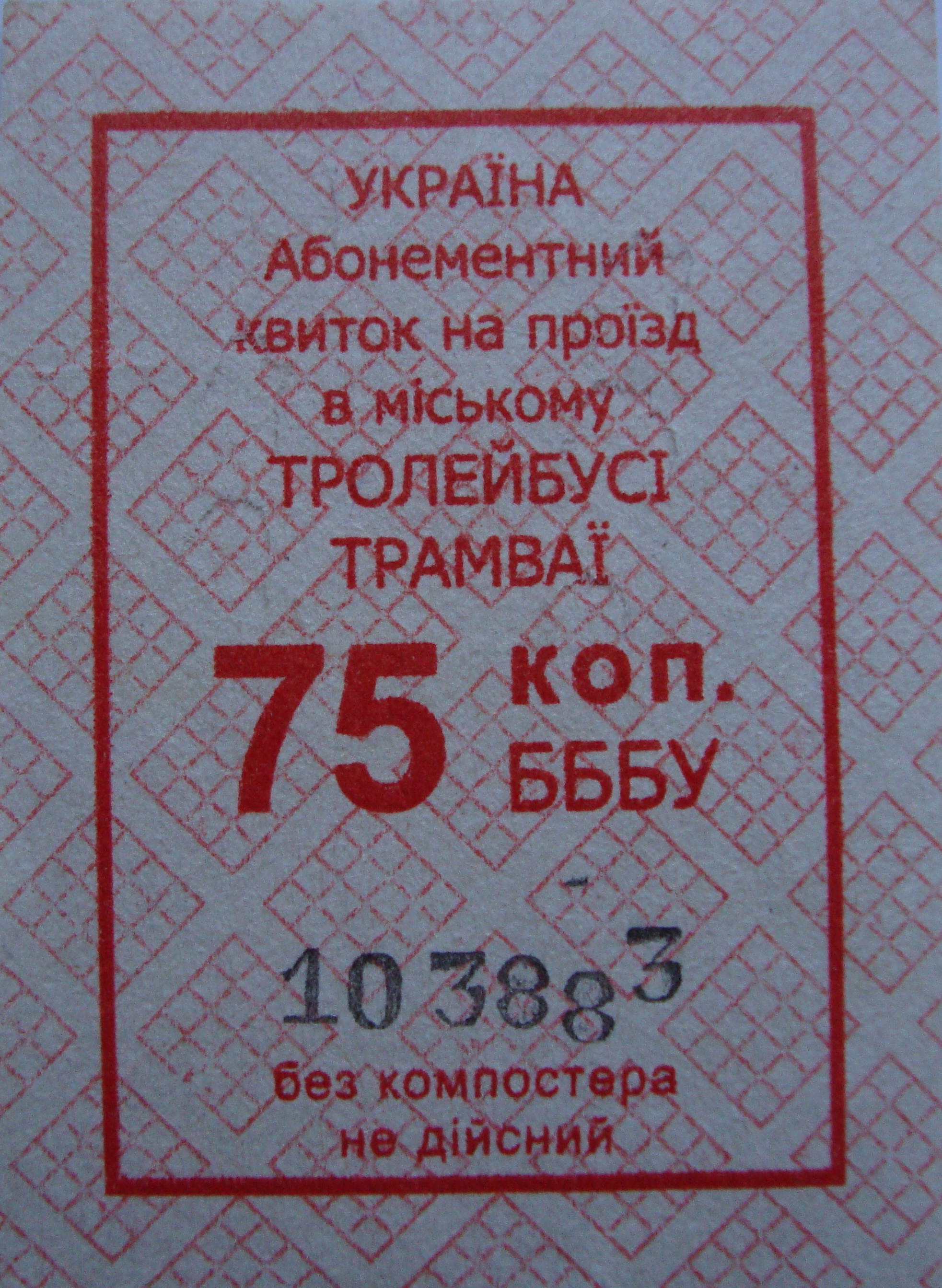
0,75 грн
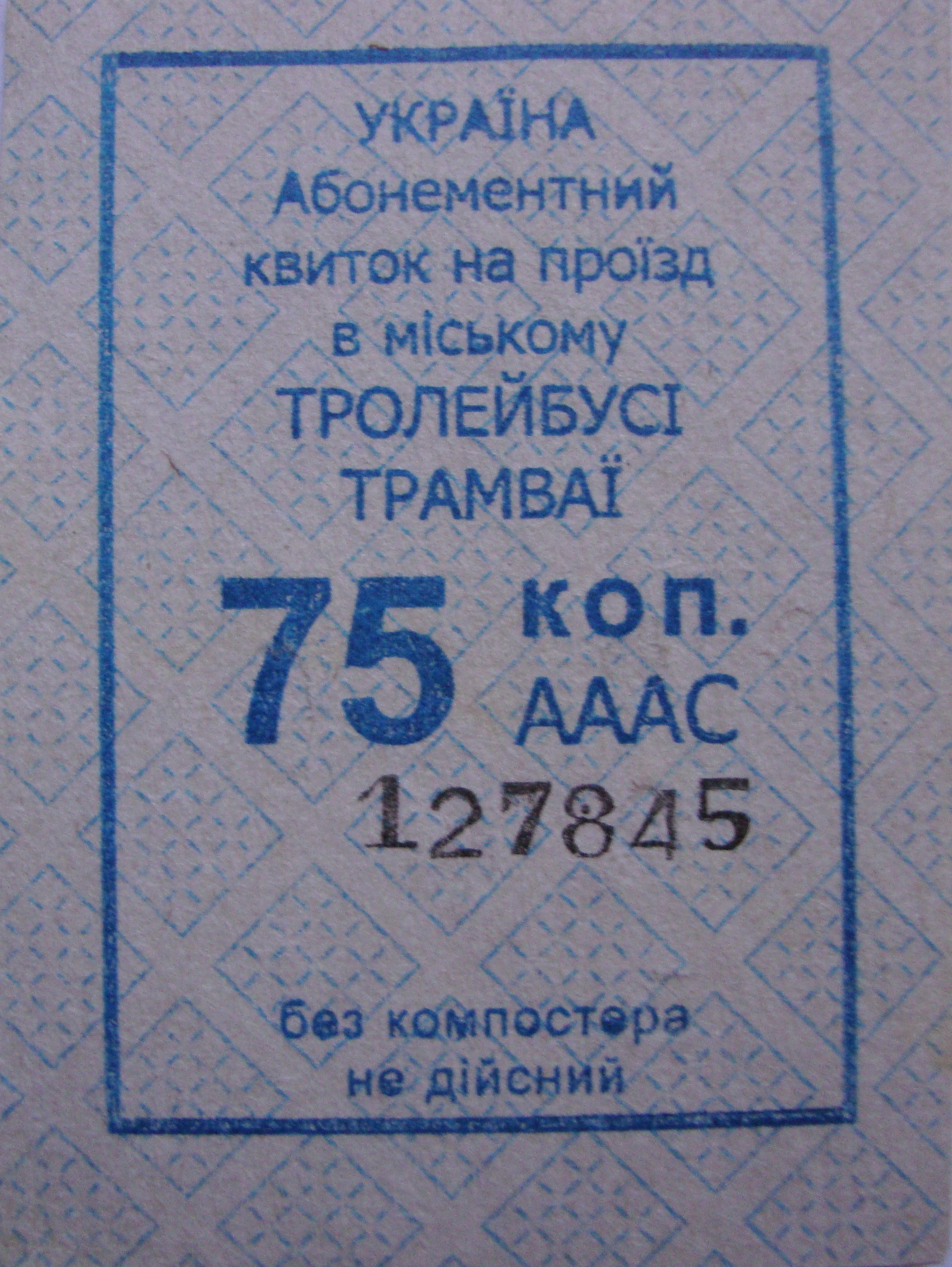
0,75 грн
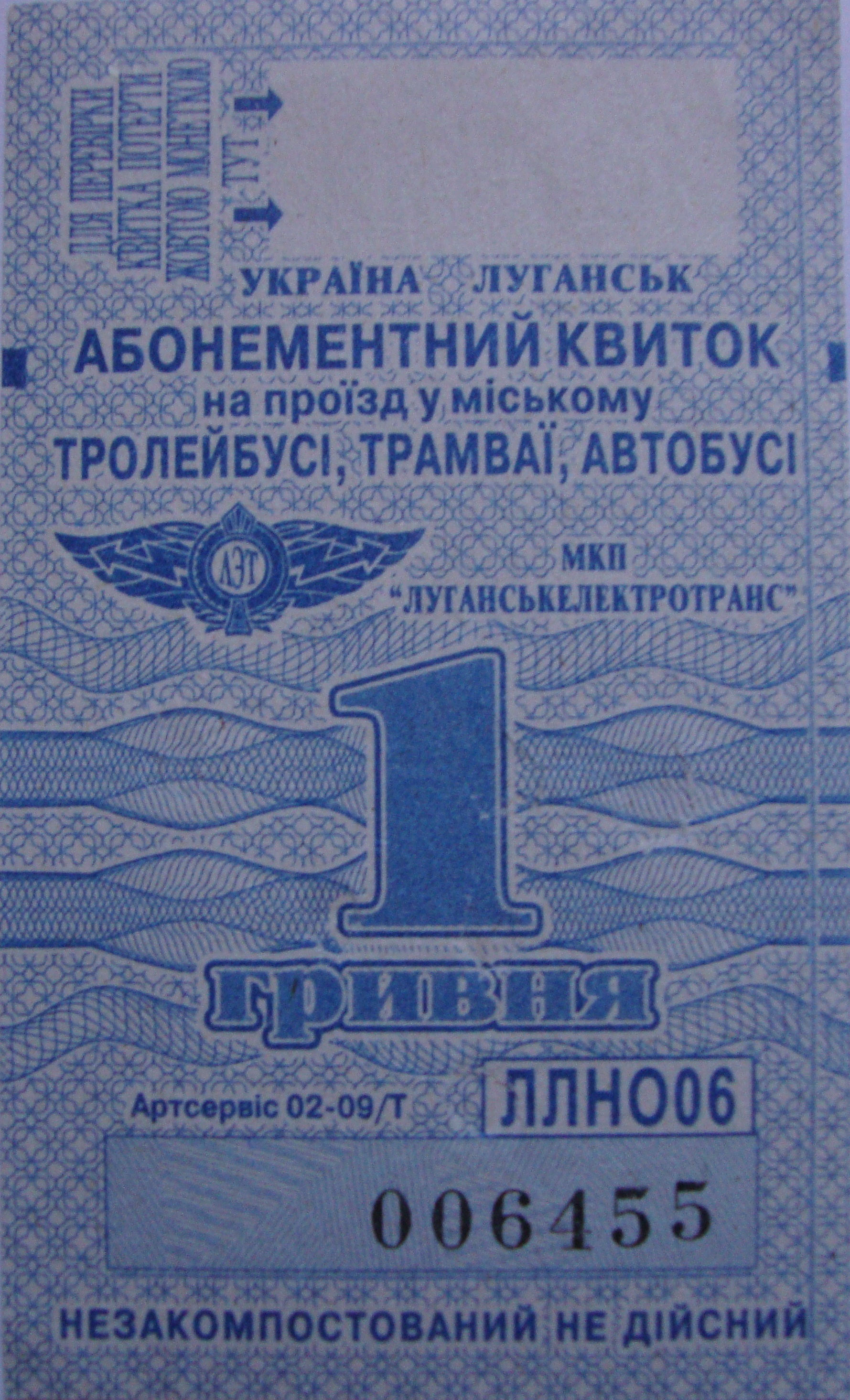
1,00 грн
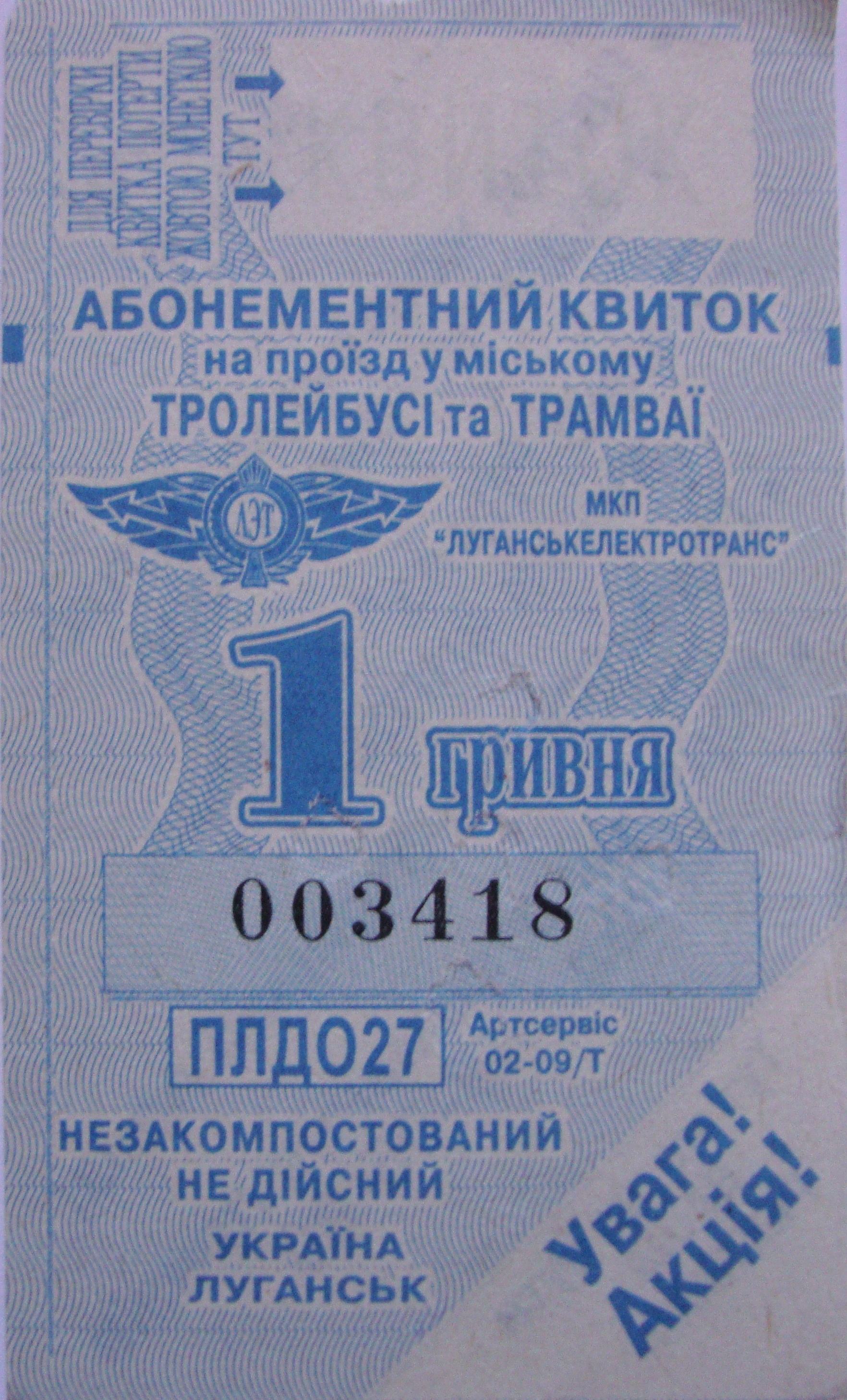
1,00 грн
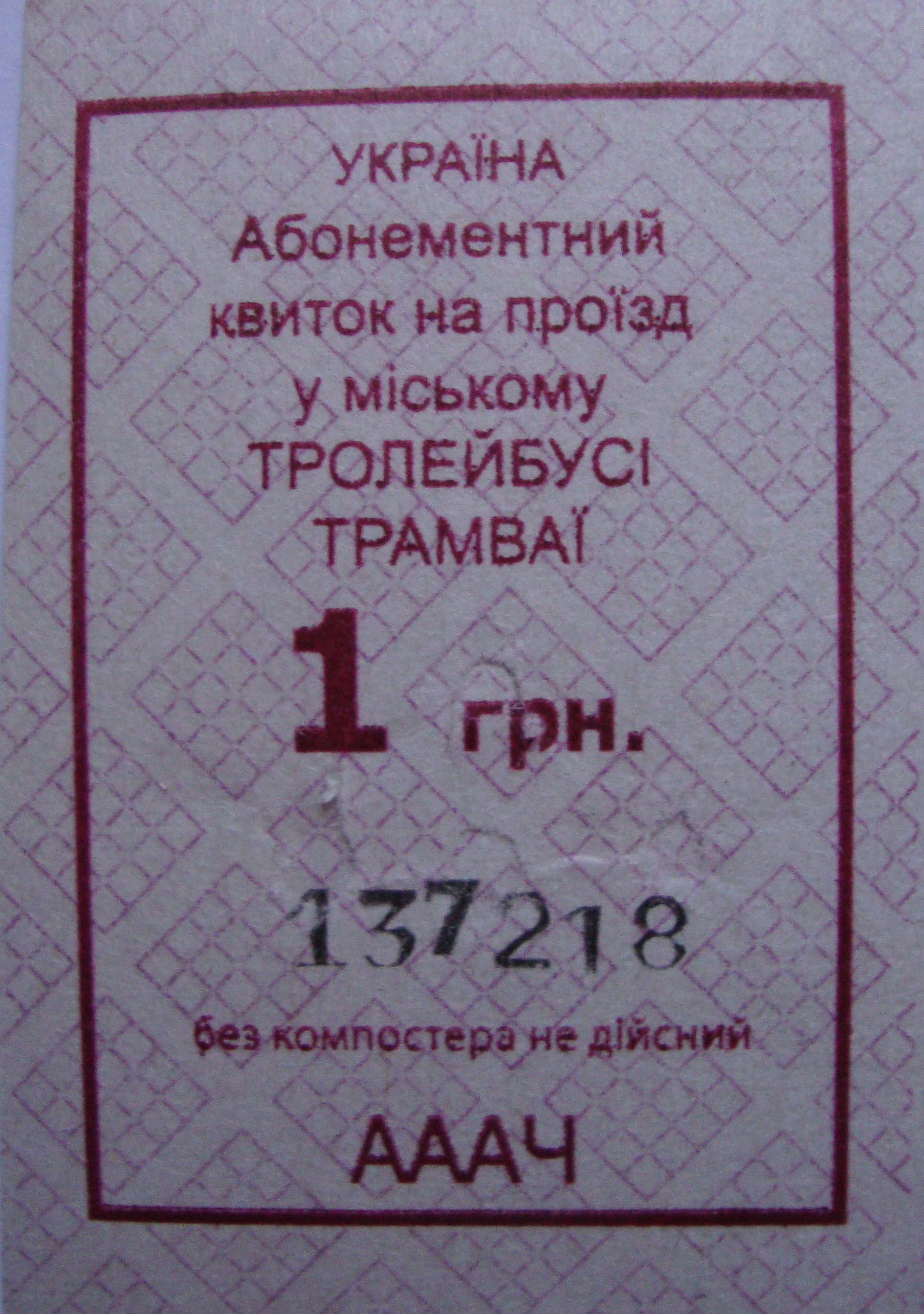
1,00 грн
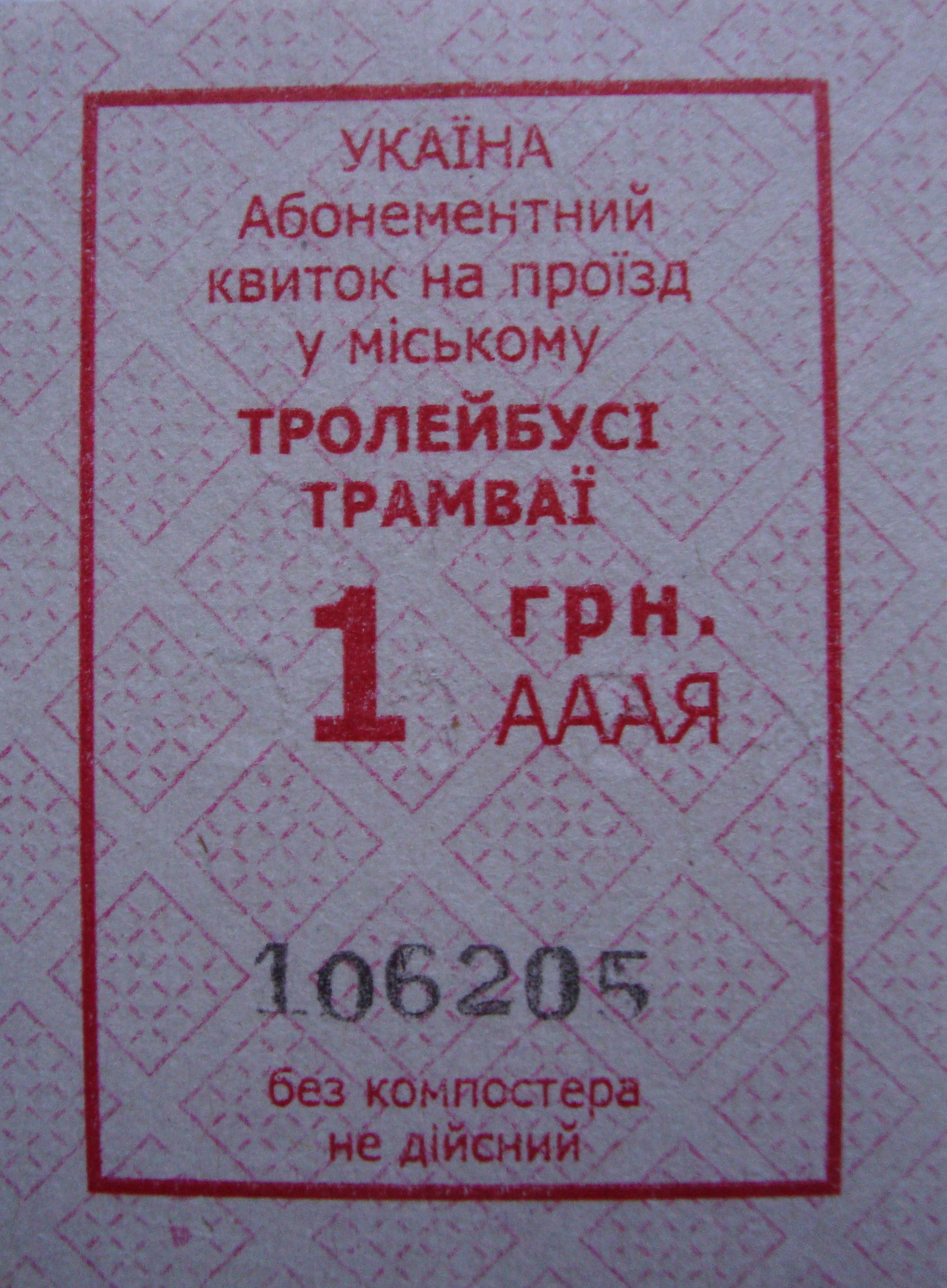
1,00 грн
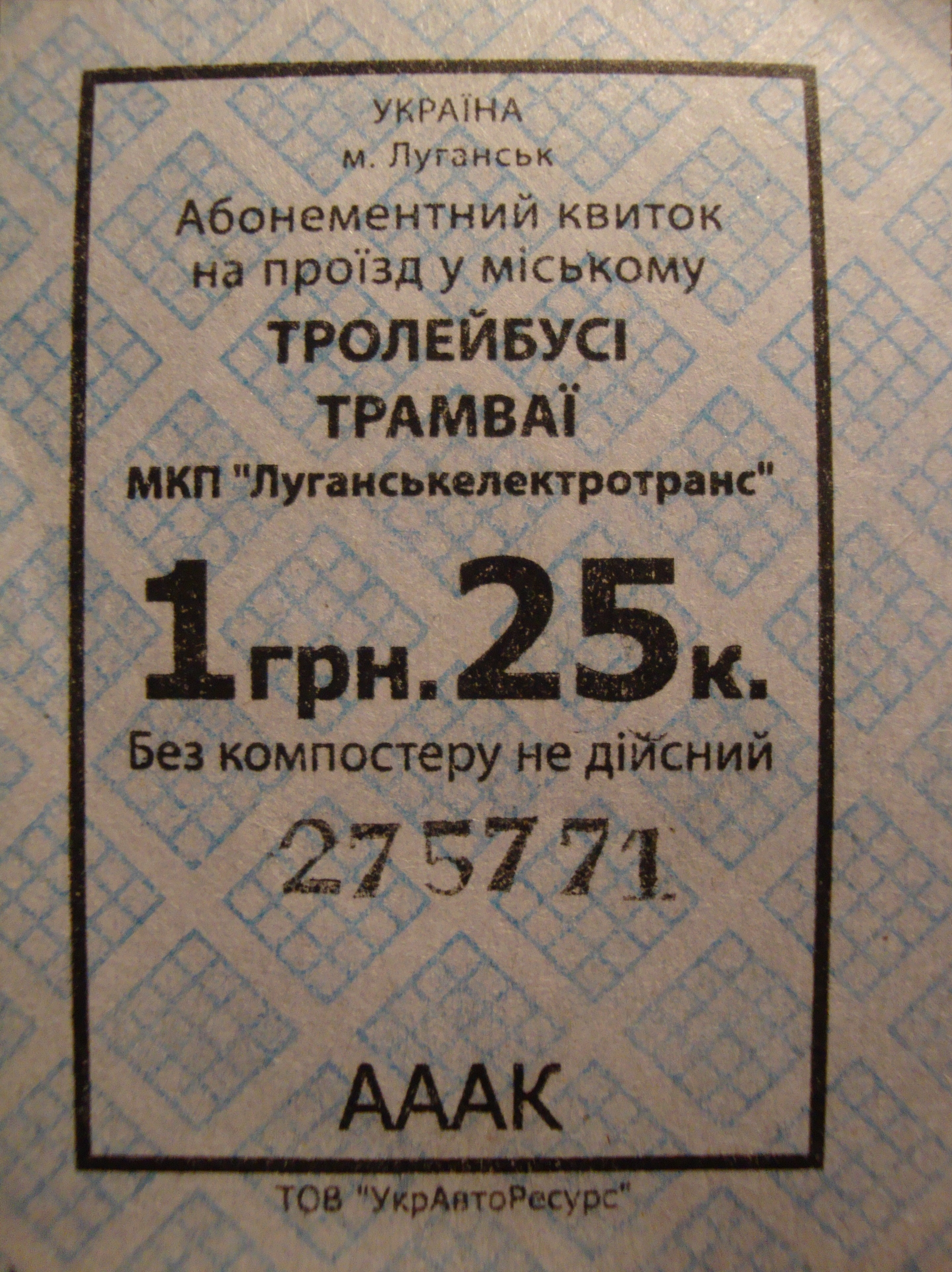
1,25 грн